# Рабочий (Брянская область)
Рабочий — поселок в Севском районе Брянской области в составе Косицкого сельского поселения.

## География
Находится в юго-восточной части Брянской области на расстоянии приблизительно 23 км на юго-запад по прямой от районного центра города Севск.

## История
Упоминается с 1930-х годов. На карте 1941 года показан без названия. В 1964 году в состав посёлка включён посёлок Спиртзавод, а в 1999 – посёлок Откормсовхоз.

## Население
Численность населения: 298 человек (русские 88 %) в 2002 году, 260 в 2010.